# 어리연꽃속
어리연꽃속(Nymphoides)은 조름나물과의 한 속으로 약 50 종으로 이루어져 있다.

## 한국의 종
- 좀어리연꽃 Nymphoides coreana (Lev.) Hara
- 어리연꽃 Nymphoides indica (L.) Kuntze
- 노랑어리연꽃 Nymphoides peltata (J.G.Gmelin) Kuntze